# گردسردها
گردسردها (نام علمی: Stropharia) نام یک سرده از تیره گردسران است.